# Jozef Kozáček

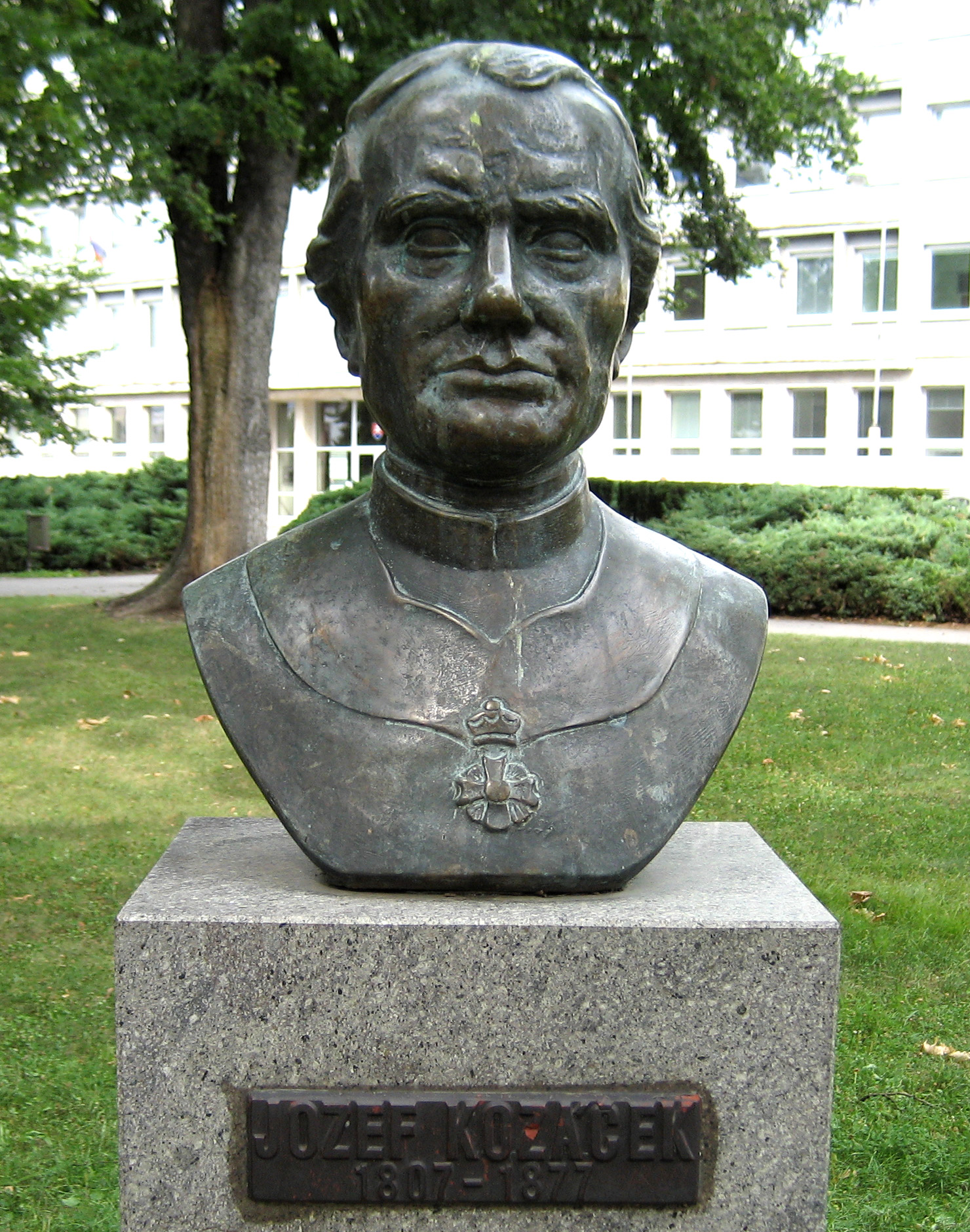
Busto in bronzo di Jozef Kozáček nel centro di Zvolen

Jozef Kozáček (Zvolen, 2 giugno 1807 – Oradea, 26 marzo 1877) è stato un presbitero e attivista slovacco.

## Biografia
Era figlio dell'omonimo Jozef Kozáček e di sua moglie Alžbeta, nata Pelcová.
Frequentò i ginnasi di Banská Bystrica, Kremnica e Levice. In seguito studiò filosofia a Trnava, teologia a Banská Bystrica, e quindi a Vienna, prima al Pazmaneum, e dal 1833 al 1834 all'Augustineum.
Nel 1834 conseguì il titolo di dottore in teologia e divenne cappellano. Prefetto e insegnante, dal 1834 al 1840 fu professore di teologia e di diritto civile ungherese al seminario, dal 1840 al 1844 fu cancelliere e archivista vescovile a Banská Bystrica, dal 1844 al 1849 fu parroco a Dobrá Niva, a Krupina e a Zvolen, nel 1849 fu nominato provveditore agli studi nel distretto di Banská Bystrica e nel 1850 nel distretto di Presburgo, l'odierna Bratislava. Nel 1856 fu nominato canonico a Oradea.
Negli anni 1850 e 1860 fu tra gli esponenti del movimento risorgimentale slovacco, impegnato nel versante culturale, e rappresentante della seconda generazione dei seguaci di Anton Bernolák. Si impegnò per l'introduzione dello slovacco come lingua d'insegnamento in diversi ginnasi.
Fu tra i fondatori della Matica slovenská, di cui fu presidente a partire dal 1870. Fu un mecenate di spicco della culturale nazionale: sostenne la Matica slovenská, gli studenti slovacchi, l'elezione dei candidati nazionali, contribuì in modo significativo alla pubblicazione dei giornali Pešťbudínske vedomosti e Národnie novíny. La stampa ha tenuto discorsi occasionali.

## Opere
- Slovák urovnoprávněný budešli šťastný?, Banská Bystrica, 1850
- Discorso di Jozef Kozáček alla XI assemblea generale della Matica slovenská